# Christian Alvart
Christian Alvart (* 28. Mai 1974 in Jugenheim, Hessen) ist ein deutscher Regisseur, Drehbuchautor, Kameramann und Filmproduzent.

## Leben
Vor seiner Arbeit im Filmgeschäft war Christian Alvart in verschiedenen Positionen, zuletzt als Chefredakteur, beim Filmmagazin X-TRO tätig.
1999 gab er sein Debüt als Filmregisseur mit dem Thriller Curiosity & the Cat, zu dem er auch das Drehbuch verfasste. Einen weiteren Thriller inszenierte Alvart 2005 mit Antikörper. 2009 kam Case 39 in die US-Kinos, der Alvarts erste Hollywood-Produktion ist und in der Renée Zellweger die Hauptrolle spielt. Der Film startete in den deutschen Kinos am 11. März 2010 unter dem Titel Fall 39. Ebenfalls 2009 kam Alvarts Science-Fiction-Thriller Pandorum in die Kinos. Seit 2011 tritt Alvart als Tatort-Regisseur in Erscheinung und inszenierte von 2013 bis 2018 alle Filme um das Kommissarduo Tschiller und Gümer, darunter auch den Kinofilm Tschiller: Off Duty (2016).
Alvart ist verheiratet, Vater von vier Kindern und lebt in Berlin. Seine Tochter Asia Luna Mohmand ist Schauspielerin und Synchronsprecherin.

## Filmografie (Auswahl)

### Regisseur
- 1999: Curiosity & the Cat
- 2005: Antikörper
- 2009: Fall 39 (Case 39)
- 2009: Pandorum
- 2010: 8 Uhr 28
- 2011: Tatort: Borowski und der coole Hund
- 2012: Wolff: Kampf im Revier (Fernsehfilm)
- 2012: Tatort: Borowski und der stille Gast
- 2013: Tatort: Willkommen in Hamburg
- 2013: Banklady
- 2014: Tatort: Kopfgeld
- 2015: Halbe Brüder
- 2016: Tatort: Der große Schmerz
- 2016: Tatort: Fegefeuer
- 2016: Tschiller: Off Duty
- 2018: Steig. Nicht. Aus!
- 2018: Abgeschnitten
- 2018: Dogs of Berlin
- 2019: Freies Land
- 2020: Sløborn
- 2022: Ze Network
- 2023: Oderbruch

### Drehbuchautor
- 1999: Curiosity & the Cat
- 2004: Wolffs Revier (Episode Die Richter)
- 2005: Antikörper
- 2009: Pandorum
- 2018: Steig. Nicht. Aus!
- 2018: Abgeschnitten
- 2018: Dogs of Berlin
- 2020: Sløborn
- 2022: Ze Network
- 2023: Oderbruch

### Produzent
- 1999: Curiosity & the Cat
- 2005: Antikörper
- 2013: Banklady
- 2015: Halbe Brüder
- 2016: Tatort: Der große Schmerz
- 2016: Tatort: Fegefeuer
- 2016: Tschiller: Off Duty
- 2017: Leanders letzte Reise
- 2017: S.U.M.1
- 2018: Steig. Nicht. Aus!
- 2018: Abgeschnitten
- 2018: Dogs of Berlin
- 2020: Sløborn
- 2022: Ze Network
- 2023: Oderbruch
- 2025: Club der Dinosaurier

### Kamera
- 2019: Freies Land
- 2020: Sløborn
- 2022: Ze Network
- 2023: Oderbruch